# Guido d'Arezzo (cratère)
Guido d'Arezzo est un cratère d'impact présent sur la surface de Mercure. 
Le cratère fut ainsi nommé par l'Union astronomique internationale en 1976 en hommage au moine et théoricien de la musique italien Guido d'Arezzo. 
Son diamètre est de 58 km. Il se situe dans le quadrangle de Discovery (quadrangle H-11) de Mercure.